# Bohuslavice u Zlína
Bohuslavice u Zlína település Csehországban, a Zlíni járásban. Bohuslavice u Zlína Zlámanec, Březolupy, Doubravy, Lhota, Zlín, Šarovy és Březnice településekkel határos. Lakosainak száma 741 fő (2024. január 1.).

## Népesség
A település lakosságának változását az alábbi diagram mutatja:
| Lakosok száma | 541  | 599  | 702  | 721  | 840  | 800  | 781  | 773  | 741  | 741  |
|               | 1869 | 1890 | 1921 | 1950 | 1980 | 2001 | 2017 | 2019 | 2022 | 2024 |